# Kirchenkreis Stralsund
Der Kirchenkreis Stralsund war einer von vier Kirchenkreisen der Pommerschen Evangelischen Kirche. Er wurde am 1. Januar 1997 aus dem Zusammenschluss der bisherigen Kirchenkreise Barth, Rügen und Stralsund (bzw. der bis 1945 vorhandenen provinzialkirchlich-pommerschen Kirchenkreise Barth, Bergen, Franzburg (z. T.), Garz a. Rügen und Stralsund) gebildet. Amtssitz war die Hansestadt Stralsund. Der Kirchenkreis Stralsund ging durch die Neugründung der Evangelisch-Lutherischen Kirche in Norddeutschland („Nordkirche“) zu Pfingsten 2012 im Pommerschen Evangelischen Kirchenkreis auf.

## Lage
Der Kirchenkreis Stralsund lag im Nordosten des Bundeslandes Mecklenburg-Vorpommern und umfasste etwa die Altkreise Nordvorpommern (nördlicher Teil), Rügen und das Gebiet der Stadt Stralsund.
Im Gebiet der Pommerschen Evangelischen Kirche bildete er den nördlichen Teil der Landeskirche, an den im Süden die Kirchenkreise Demmin und Greifswald angrenzten. Während im Norden und Osten die Ostsee die natürliche Grenze bildete, war es im Westen der Kirchenkreis Rostock (Propstei Ribnitz) der Evangelisch-Lutherischen Landeskirche Mecklenburgs.

## Geschichte
Die Reformation fasste in Stralsund relativ früh Fuß. Bereits im Jahre 1525 ersetzten ihre Angehörigen die katholische Mehrheit im Rat. Mit Stralsund hatte man eine besondere Regelung vor. Der pommersche Reformator Johannes Bugenhagen schlug in einem Schreiben an den Rat der Stadt im Jahre 1535 die Errichtung einer Stadtsuperintendentur vor, die außer den Regionen Barth, Grimmen und Tribsees auch Rügen als Bezirk erhalten sollte. Das entsprach dem Gebiet der ehemaligen Archidiakonate Tribsees und Rügen. Doch kam dieser Plan nicht zur Ausführung, lediglich Rügen wurde kurzzeitig vom Stralsunder Superintendenten verwaltet.
Im Jahre 1570 fasste der Generalsuperintendent von Pommern-Wolgast Jacob Runge die Zuteilung von Voigdehagen, Mohrdorf, Pütte und Prohn an die Stralsunder Stadtsuperintendentur ins Auge. Die Kirche Voigdehagen war von Alters her die „moderkerke“ der drei Stralsunder Pfarrkirchen St. Nikolai, St. Jakobi und St. Marien gewesen. Aber auch diese Zugliederung wurde nicht vollzogen, da Stralsund seine Selbständigkeit nicht zugunsten einer übergeordneten Generalsuperintendentur aufgeben wollte.
An die kirchlichen Gerichte des Mittelalters anknüpfend wurde im Jahre 1575 für das Stralsunder Stadtgebiet ein eigenes Stralsunder Konsistorium errichtet, das als kirchliches Gericht erst 1849 aufgehoben wurde.
Gab es in Pommern bisher zwei Generalsuperintendenturen, nämlich Pommern-Wolgast (Sitz in Greifswald) und Pommern-Stettin, so wurde 1827 Carl Ritschl, Königlicher Konsistorialrat und Prediger an der Berliner Pfarrkirche St. Marien, zum evangelischen Bischof und Generalsuperintendenten für ganz Pommern ernannt. Ihm waren 52 Kreissynoden (Kirchenkreise), darunter auch Stralsund, untergeordnet.
Nach 1945 wurde das aufgegebene Konsistorium der Provinz Pommern zu Stettin in Greifswald neu errichtet, und die Pommersche Evangelische Kirche war auf das noch verbliebene Gebiet Vorpommerns beschränkt. Es wurden 18 Kirchenkreise gebildet, einer von ihnen war Stralsund. Am 1. Januar 1997 schließlich entstand der veränderte, mit den Kirchenkreisen Barth, Franzburg und Rügen zusammengelegte Kirchenkreis Stralsund. Gründungssuperintendent war Hans-Martin Moderow.

## Struktur
Die Synode des Kirchenkreises war die Vertretung der Kirchengemeinden. Die Kreissynode beschloss über den Haushalt und über alle eigenen Aufgaben des Kirchenkreises. Den Vorsitz führte der Präses, letzter Amtsinhaber war Tilman Reinecke.
Von der Kreissynode wurde der Kreiskirchenrat gewählt, der den Kirchenkreis zwischen den Kreissynodaltagungen leitet. Der Vorsitz lag bei der Superintendentur.
Superintendentin war Helga Ruch. Sie war die leitende Geistliche des Kirchenkreises und Seelsorgerin und Beraterin der Dienststellen und Mitarbeitenden.

## Kirchengemeinden
Folgende Kirchengemeinden gehörten zum Kirchenkreis Stralsund: 

(Kirchenkreiszugehörigkeiten vor 1945: Barth (Ba), Bergen (Be), Franzburg (F), Garz (G) und Stralsund (S) – wobei die Kirchenkreise Garz und Bergen vor 1997 zum Kirchenkreis Rügen zusammengelegt waren)
| Ahrenshagen-Pantlitz/Tribohm/Schlemmin (Ba) | Garz/Rügen/Sehlen/Zudar (G)        | Prohn/Groß Mohrdorf (Ba)                 | Stralsund-Lutherkirche (S)               |
| Altefähr (G)                                | Gingst/Waase (Be)                  | Pütte/Niepars (Ba/F)                     | Stralsund-St. Jakobikirche/Heilgeist (S) |
| Altenkirchen/Dranske (Be)                   | Groß Zicker/Göhren/Middelhagen (G) | Putbus/Kasewitz/Vilmitz (G)              | Stralsund-St. Marienkirche (S)           |
| Barth (Ba)                                  | Kenz/Bodstedt/Flemendorf (Ba)      | Rambin/Samtens (G)                       | Stralsund-St. Nikolaikirche (S)          |
| Bergen (Be)                                 | Kloster auf Hiddensee (Be)         | Sassnitz (Be)                            | Velgast/Starkow (Ba)                     |
| Binz/Zirkow (G)                             | Lüdershagen/Saal (Ba)              | Schaprode/Trent (Be)                     | Wiek (Be)                                |
| Bobbin/Sagard (Be)                          | Neuenkirchen/Rappin (Be)           | Sellin/Baabe/Lancken-Granitz (G)         | Zingst (Ba)                              |
| Damgarten (Ba)                              | Poseritz (G)                       | Stralsund-Auferstehungskirche (S)        |                                          |
| Eixen/Behrenwalde/Leplow/Semlow (F)         | Prerow (Ba)                        | Stralsund-Friedenskirche/Voigdehagen (F) |                                          |

## Kirchen im Kirchenkreis Stralsund
Die Liste der Kirchen im Kirchenkreis Stralsund führt alle im Kirchenkreis Stralsund gelegenen Kirchengebäude der Pommerschen Evangelischen Kirche auf.

## Einrichtungen des Kirchenkreises
- Krankenhausseelsorge Stralsund und Bergen
- Schulpfarramt Stralsund
- Jugendmitarbeiter Rambin und Saal
- Grundschulen in Barth und Stralsund
- Kreiskantor in Barth
- Konfirmandenarbeit Demmin-Stralsund in Sassen
- Kreisdiakonisches Werk in Stralsund